# Thiais

Thiais en la Petite Couronne.

Thiais es una comuna en los suburbios meridionales de París, Francia. Está localizada a 10,3 km del centro de París.

## Nombre
El nombre Thiais viene del latín medieval Theodasium o Theodaxium, que significa "estado de Theodasius", un terrateniente galorromano.

## Transportes
Thiais está bien comunicada gracias a la estación de la línea C de la RER llamada Pont de Rungis – Aéroport d'Orly.
Thiais también está comunicada con el centro de la ciudad de París gracias a la estación Choisy-le-Roi de la línea C de la RER. Esta estación, aunque administrativamente está localizada en el territorio de Choisy-le-Roi, se encuentra más cercana al centro de la ciudad de Thiais que la estación de Pont de Rungis – Aéroport d'Orly y por ello es de uso común por la gente de Thiais.

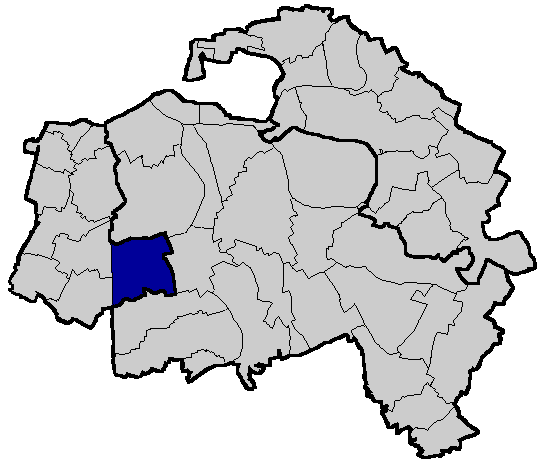
Localización de Thiais en el departamento de Valle del Marne.

## Demografía
| 1 028 | 653 | 760 | 620 | 1 172 | 1 086 | 1 140 | 1 099 | 1 155 | 1 268 | 1 462 | 1 364 | 1 760 | 2 120 | 2 591 | 2 616 | 2 771 | 3 018 | 3 477 | 4 036 | 4 469 | 5 787 | 7 034 | 8 246 | 8 350 | 10 026 | 15 116 | 22 481 | 27 298 | 26 637 | 27 515 | 28 232 | 29 273 |
| Para los censos de 1962 a 1999 la población legal corresponde a la población sin duplicidades (Fuente: INSEE [Consultar]) |     |     |     |       |       |       |       |       |       |       |       |       |       |       |       |       |       |       |       |       |       |       |       |       |        |        |        |        |        |        |        |        |

## Hermanamientos
- Einbeck (Alemania), desde 1962.